# Kафана Јеврејска касина
Кафана Јеврејска касина је српска кафана која се налазила у Београду, у улици Душанова 8.

## Историјат
Кафана Јеврејска касина  је стара кафана која је основана много година пре Првог светског рата. Ова кафана је била једна од главних кафана јеврејске махале.Јевреји су почели да прослављају разне празнике по кафанама, тако је је ова кафана постала популарна и доста посећена. Осим јеврејских празника у овој кафани су прослављани и многи други празници, као што су  дочеци нових година.  За дочек православне или у народу познате као Српске нове године, 1937., гостовало је Весело позориште Гане. У неком тренутку је кафана престала са радом, али зграда је остала до Другог светског рата, када је срушена.

## Власници
Познати власници ове кафане су  били Леон Талви (1912), Чамил Алмузина (1922), Јаков Челебоновић. А као кафеџије који си се истакли у овој кафани су Рафаило Пинто (1912), Р. Алфандри (1933) и Леон Леви (1940).

### Занимљивост везана за кафеџију Леона Левија
Код Леона кафеџије долазили су нежењени Јевреји самци, а његова жена Рашела била је добра и куварица и ћевабџијка. Леон је био висок, лепо развијен човек, веома духовит и бистар, познат као шаљивџија и боем у тој кафани. Он и његова породица су убијени 1942. године.